# クリスマス・キャロル (ドクター・フーのエピソード)
「クリスマス・キャロル」（原題: A Christmas Carol）は、イギリスのSFドラマ『ドクター・フー』のエピソード。2005年に新シリーズが始動してから始まったクリスマススペシャルの6作目である。BBC One とBBCアメリカで2010年12月25日に放送され、米英で同日に放送された最初のエピソードとなった。脚本はスティーヴン・モファット、監督はトビー・ヘインズが担当した。
本作では1000人を超える乗客の乗る宇宙船が奇妙な雲の帯に捕らわれて墜落しつつある。タイムトラベラーの異星人11代目ドクター（演:マット・スミス）は惑星に着陸し、雲を操作できるが救助要請を拒否している支配者カズラン・サーディック（演:マイケル・ガンボン）に出会う。チャールズ・ディケンズの1843年の小説『クリスマス・キャロル』にインスパイアされ、ドクターはタイムトラベルを使ってカズランの過去を変えて親切な人間にし、宇宙船を救おうとする。
モファットはディケンズの作品のファンであり、本作の執筆を楽しんだ。本作に登場する空飛ぶサメと魚はモファットが幼少期に怖れていたものである。本作ではウェールズの歌手キャサリン・ジェンキンスがアビゲイル役でデビューし、劇中で彼女のために特別に作詞された歌を歌った。「クリスマス・キャロル」は2010年7月と8月に撮影され、現場は主に『ドクター・フー』新任のセットデザイナーであるマイケル・ピックウォードが設計したセットであった。本作はイギリスで1211万人の視聴者を獲得し、一般に批評家から肯定的なレビューを受けた。

## 連続性
本作では以前のシリーズの服装が登場した。エイミー・ポンド（演:カレン・ギラン）は第5シリーズ「11番目の時間」で着ていたキソグラム警察官の衣装を、ローリー・ウィリアムズ（演:アーサー・ダーヴィル）は「パンドリカが開く」や「ドクターの戦争」で登場した古代ローマの百人隊長の衣装を着用している。ドクターとカズランがアビゲイルと共に過ごした数多くのクリスマス・イヴの1つでは、2人が4代目ドクター（演:トム・ベイカー）のトレードマークである長いマフラーを纏っているシーンがある。また、2人が前話「ビッグバン」で見られたドクターのアイテムのトルコ帽を着用しているシーンもある。カズランの天候コントロール装置は "isomorphic"、すなわちカズランのみが扱える設定である。「火星のピラミッド」（1975年）ではターディスのコントロールも同様であると言われていたが、後の冒険ではこの設定は都合上無視されていることがある。「ラスト・オブ・タイムロード」（2007年）では、マスターのレーザー・スクリュードライバーがマスター個人にしか使用できない仕様であった。

## 製作

### 脚本
シリーズの筆頭脚本家兼エグゼクティブ・プロデューサーである本作の脚本家スティーヴン・モファットは、以前のクリスマススペシャル「時の終わり」が10代目ドクター（演:デイヴィッド・テナント）の再生に釣られて雰囲気が暗くなっていたため、本作は「本当にクリスマス的」にしたいと考えた。彼は、「何を書くにもこれほど興奮したことはなかった。4月にクリスマスの歌に従ってタイプしたので、私は狂ったように笑っていた」と主張した。モファットはチャールズ・ディケンズの『クリスマス・キャロル』がおそらく気に入っているクリスマスの物語であり、物語中にタイムトラベルに似た側面があることから、それ自体を『ドクター・フー』に借り込んだ。また、彼はドクターがカズランの過去を改変するのは意図的に『クリスマス・キャロル』を下敷きにしたと指摘した。ディケンズは『ドクター・フー』の世界に登場人物として存在しており、第1シリーズ「にぎやかな死体」で登場していた。空飛ぶサメのコンセプトは進化して水の外を泳ぐようになったサメをモファットが幼少期に怖がったことに基づいている。
モファットは、カズランが他の『ドクター・フー』の悪役と違って完全な邪悪ではなく、ダメージを負ったキャラクターだと指摘した。カズランが少年を殴ろうとした際に過去に自分を殴った父のことを思い出したため彼を殴れず、それを見たドクターがその事実を悟った。これによりドクターは彼の過去を変えて彼の魂を切り払おうとすることになる。本作で用いられたフレーズである「闇を半分抜けた」は、厳しい冬が終わりに近づいているという事実と、カズランに対するメタファーを指している。

### キャスティング

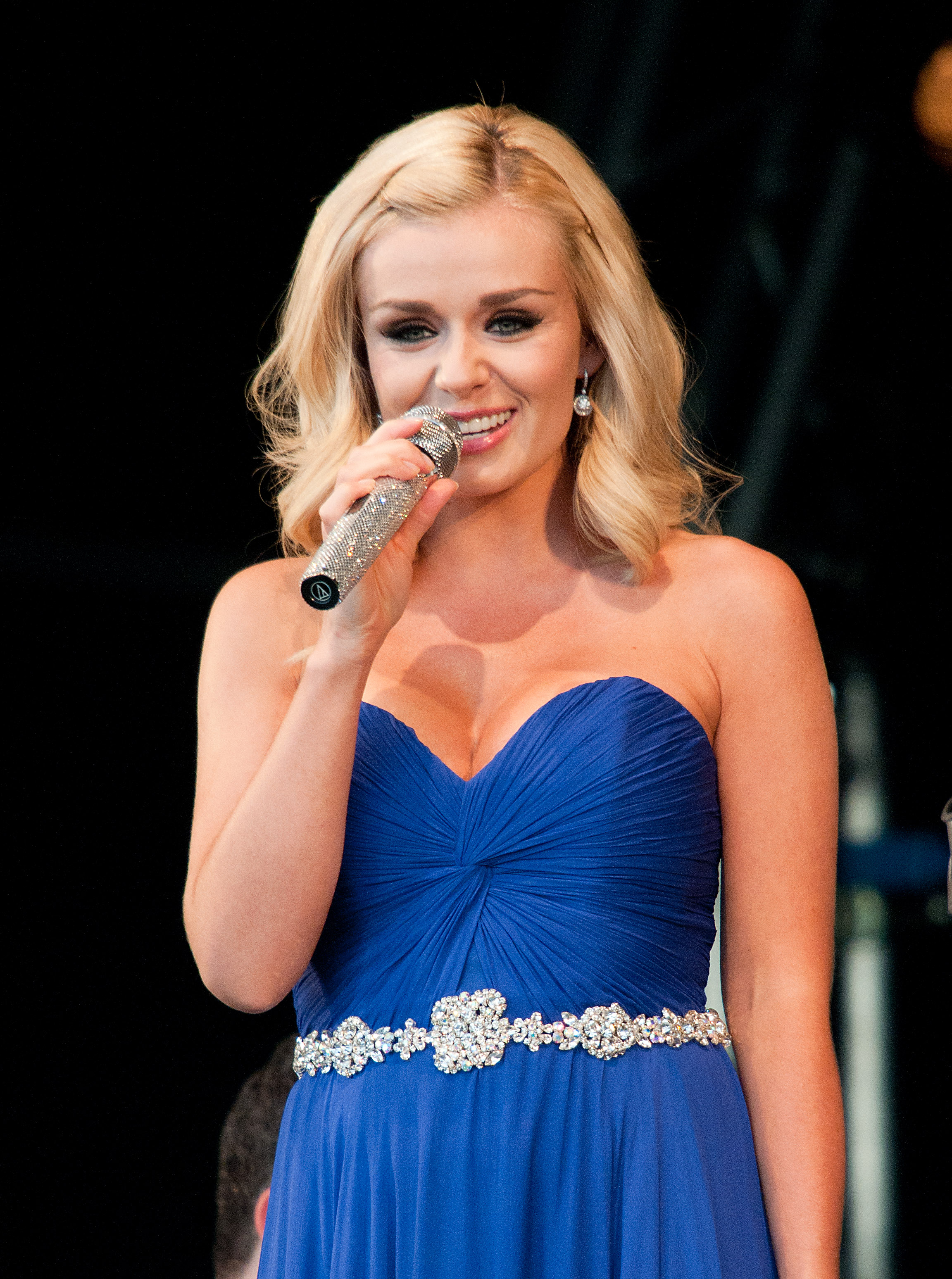
ウェールズの歌手キャサリン・ジェンキンスは本作で俳優としての仕事にデビューした

本作の冒頭で、アーサー・ダーヴィルはコンパニオンのローリー役としてレギュラーに固定された。カズラン役はイギリス人俳優のマイケル・ガンボンがキャスティングされたが、キャスティングディレクターはガンボンは出演できないと考えており、彼が役を引き受けた時には驚くこととなった。マット・スミスとカレン・ギランおよびアーサー・ダーヴィルはガンボンと共演できることを名誉なことと思った。モファットは「マイケル・ガンボンは私が想像できる限りの優れた俳優だ。彼がアルバス・ダンブルドアだったという事実は、彼がすでに何百万人もの子供たちに知られていることを意味する」と主張した。幼少期のカズランはローレンス・ベルチャーが、青年期のカズランはダニー・ホーンが演じた。監督トビー・ヘインズ曰く、ベルチャーは自然に演技を身に着けて物語を捉え、視聴者を引き込んだ。
本作ではウェールズの歌手キャサリン・ジェンキンスも演技デビューを果たした。彼女は2010年1月に30歳の誕生日を迎える直前に役の依頼を引き受けた。モファットはジェンキンスに演技の経験がないことに気付かなかった。元々ジェンキンスは演技に興味がなかったが、『ドクター・フー』が象徴的な番組であることから試しにやってみたいと考えた。彼女は緊張していたが、プロデューサーのサンネ・ウォーレンバーグは彼女が役に完全に合っていると確信した。

### 撮影と効果

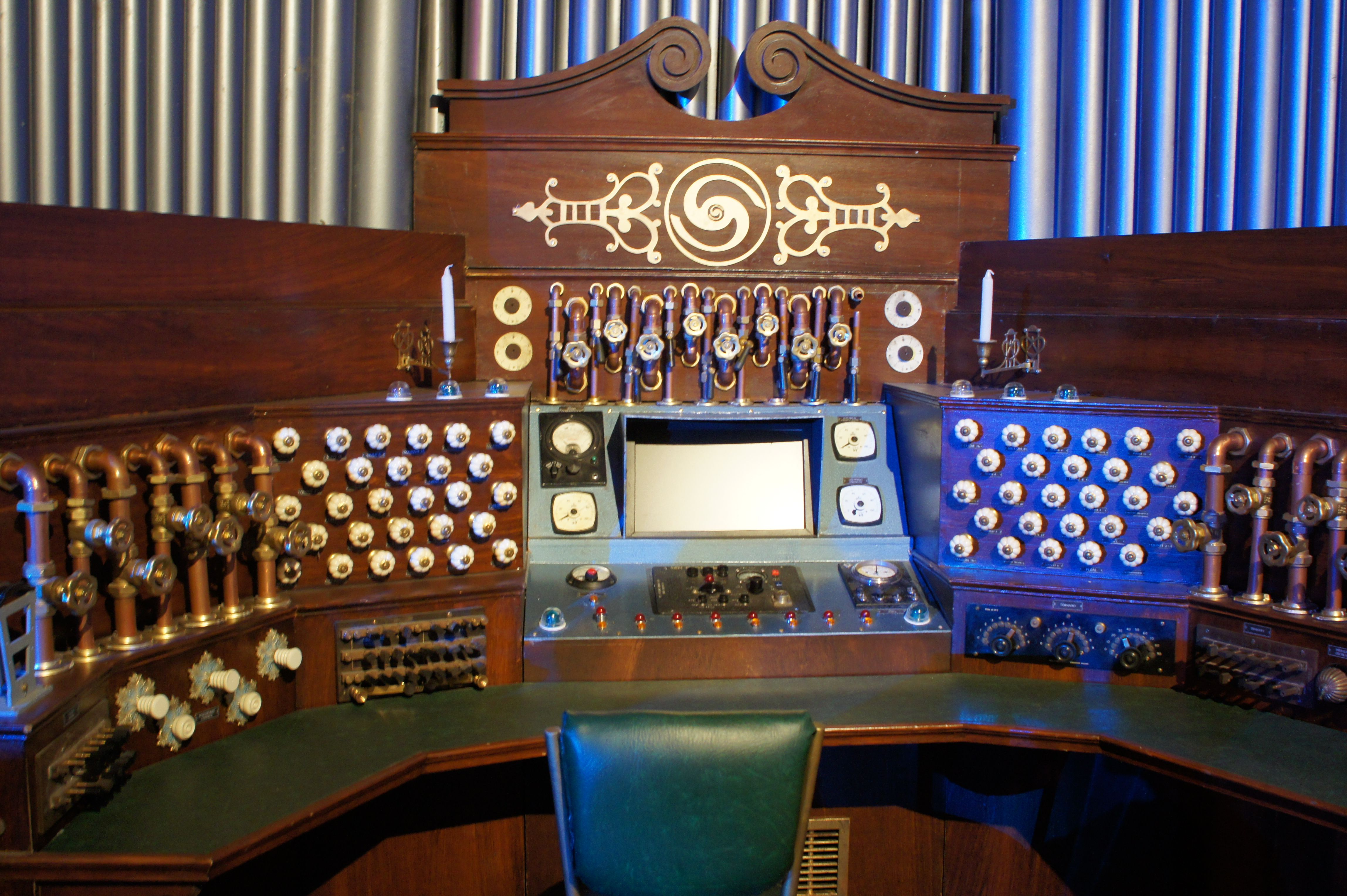
天候のコントロール装置

台本の読み合わせはカーディフで2010年7月8日に行われ、製作は7月12日に始まって8月まで続いた。本作からマイケル・ピックウォードが新しいセットデザイナーとしてデビューし、彼とヘインズが協働して町を作り、魚と日々を共有する社会に必要とされるであろう要素を挿入した。町の窓はほぼ全て丸く、これは潜水艦を模している。金属で作られた構造物は地元の製鉄所で撮影された。カズランの書斎は非常に大型に設計されており、これはカズランが複数のシーンをそこで独り小人のように過ごしている表現のためである。壁は緑色に変色した銅に見えるように意図され、赤色のカーテンと組み合わされ、緑と赤のクリスマスカラーを演出する。カズランの父の絵はガンボンの写真を撮って製作されたものであり、キャンバスに軽くプリントした上にデジタルで描かれている。カズランの天候コントロール装置は教会のオルガンにインスパイアされたものである。
本作におけるドクターの最初のシーンは煙突の中を落ちてカズランと対面するシーンである。スミスはドクターの登場を喜んでサンタクロースと彼の類似性を指摘した。しかし、当該シーンにはスタントマンが起用された。空飛ぶ魚がソニック・スクリュードライバーをつつくシーンでは、ソニック・ドライバーはグリーンスクリーンの前に吊るされてペンで叩かれ、魚につつかれている効果が演出された。エピソードのプロットを秘密にしておくため、サメの模型には "Clive" というコードネームが与えられた。サメに引っ張られて登場人物たちがソリで空を翔ぶシーンはグリーンスクリーンの前で撮影された。ソリは実際にはスタッフが後ろを固定した自転車タクシーであり、送風機で空を飛んでいる効果が生み出された。ソリの下側を撮影することは不可能であったため、ソリの下側の描写にはCGエフェクトよりもソリのミニチュア模型が使用された。

### 音楽
本作にはジェンキンスのために特別に作詞された歌 "Abigail's Song" が登場する。台本では歌は『ドクター・フー』にユニークで特別なものであると書かれ、作曲家マレイ・ゴールドが歌詞を書くように連絡を受けた。ジェンキンスは実際のシーンを撮影する間に歌い方を試し、より自然に見えるように歌えるだろうと考えた。最終バージョンの歌を彼女が歌った後、BBCウェールズ交響楽団がより軽いアレンジを作曲した。2011年3月21日にはゴールドの作曲として、本作から音楽の一部が選ばれてサウンドトラックとして Silva Screen Records から発売された。

## 放送と反応
イギリスでは「クリスマス・キャロル」は2010年12月25日に BBC One で初放送された。当夜の視聴者数は『Come Fly with Me』と並び、『イーストエンダーズ』に次いでクリスマスにおけるイギリスの全番組の中で2番目に多く視聴された。平均視聴者数は1030万人で、ピーク時には1070万人に達した。BBC One での最終確定値は1211万人で、「呪われた旅路」（2007年、1331万人）と「もうひとりのドクター」（2008年、1310万人）で、「時の終わり」パート2（2010年、1227万人）に次いで2005年の新シリーズ全体で4番目に高い記録を樹立し、同年12月26日に終わる週での全イギリスのテレビ番組の中でも3番目に高い記録を達成した。さらに、BBCのiPlayerでの視聴回数は71万6000回に達し、2010年12月で8番目に多くダウンロードされた番組となった。Appreciation Index は83を記録した。
「クリスマス・キャロル」はアメリカ合衆国のBBCアメリカとイギリスで同日の放送された『ドクター・フー』の最初のエピソードである。アメリカ合衆国では72万7000人が「クリスマス・キャロル」を視聴し、「時の終わり」から8%増加した。カナダではスペースで、オーストラリアではABC1で12月26日に放送され、オーストラリアでは88万人の視聴者を獲得した。

### 批評家の反応
本作は一般に肯定的なレビューを受けた。ガーディアン紙のダン・マーティンは本作を「絢爛豪華な勝利」と表現した。Den of Geek のサイモン・ブリューはモファットが『クリスマス・キャロル』の『ドクター・フー』化に簡単な手法を選ばなかったことを称賛し、「本当にかなり狂っていて、間違いなくお祭り騒ぎで、敬意を持ってディケンズの原典を扱っている」と述べた。しかし、彼は大人ほど子どもが本作を極めて楽しめるかを疑問視した。The A.V. Club のケイス・フィップスは本作にA-を与え、今までで最高の『ドクター・フー』クリスマススペシャルだと呼んだ。彼はガンボンとスミスおよびベルチャーを称賛し、ギランとダーヴィルが「与えられたほとんど全てを成した」とした。彼は「キャサリン・ジェンキンスは美しい声を持った、俳優よりも優美な存在だ」と、他の俳優以上にジェンキンスをコメントした。
SFXのデイヴ・ゴールダーは本作に5つ星中星4つを与え、"きしむような"瞬間はあったものの、「複雑な読み聞かせ技術や、登場人物が進行させるプロット、極めて強烈に心に影響をもたらすコンセプトがあり、複雑な今までに与えられた中で最も大人向けのクリスマススペシャルだ」と述べた。彼はジェンキンスのデビューとスミスを称賛し、特に後者については「スクリーンの解き放たれた性質の力」と表現した。IGNのシンディ・ホワイトは本作に10点満点中8点をつけ、「『クリスマス・キャロル』のクレバーなクライマックスだ」と表現し、スミスとガンボンとジェンキンスを絶賛した。TV Squad のブラッド・トレチャクはモファットの「巧妙に織られた物語」を称賛した。MTVのリック・マーシャルは本作について「現代のシリーズでは容易に最高のエピソードの1つだ。程よいユーモアやドラマ、恐怖、そしてこの物語をインスパイアした古典的な物語への感傷的な敬意が込められている」と論評した。
Zap2itのサム・マクファーソンは、2005年に新シリーズが始動して以来放送された他のどのクリスマススペシャルよりも「クリスマス・キャロル」が面白かったと述べたが、ペースが取り乱されていたため「くだらないところや支離滅裂なところもある」と考えた。彼はエイミーとローリーが「犯罪的なほどに十分使われていない」と考えた一方、彼らは重い笑いの担当であり、ドクターに本作の歓喜の部分を任せたのだとも解釈した。デイリー・テレグラフのクリス・ハーヴェイは本作にさほど熱狂的ではなく、「良い始まりだったが、サメに歌いかける時までにはもう十分だった」「私のような年寄りにはあまり向いていないが、マイケル・ガンボンの惨めなカズラン・サーディックは、彼が最後まで徹底的に心を温めていた時よりも、エピソードの最初に彼が卑屈になって唸っていた時の方が面白かった」と述べた。
「クリスマス・キャロル」は2011年ヒューゴー賞映像部門短編部門にノミネートされたが、第5シリーズフィナーレの「パンドリカが開く」「ビッグバン」に受賞を譲ることとなった。

## ホームメディア
「クリスマス・キャロル」は単体で2011年1月24日にリージョン2のDVDとブルーレイディスクで発売され、同年2月15日にリージョン1でも発売された。DVDには本作に対応する『Doctor Who Confidential』とドクター・フー・プロムも収録された。本作は2011年11月21日にリージョン2、11月22日にリージョン1の完全版第6シリーズボックスセットとしても発売された。2015年10月19日には、「クリスマスの侵略者」から「最後のクリスマス」までの10本のクリスマススペシャルが Doctor Who – The 10 Christmas Specials というタイトルのボックスセットで発売された。
日本語版DVDは2014年10月3日に『ドクター・フー ニュー・ジェネレーション DVD-BOX 1』に同梱されて発売された。特典映像は収録されていない。